# Sébastien Gavini
Sébastien Gavini est un homme politique français né le 16 décembre 1858 à Bastia (Corse) et décédé le 29 octobre 1938 à Bastia.

## Biographie
Fils de Sampiero Gavini, frère d'Antoine Gavini, père de Jacques Gavini, tous anciens députés de Corse, il est au cœur d'une dynastie politique qui a beaucoup compté en Corse. Avocat, il est conseiller municipal de L'Île-Rousse en 1892 puis maire de 1896 à 1904. Il est également conseiller général du canton de Morosaglia en 1889. Il est député de la Corse de 1893 à 1898. Inscrit au groupe Sarrien, il est pendant deux ans secrétaire de la Chambre. Battu en 1898, il reprend sa profession d'avocat et devient, en 1904, conseiller général du canton de Valle-d'Alesani. En 1905, il est nommé procureur à Bastia.

## Source
- « Sébastien Gavini », dans le Dictionnaire des parlementaires français (1889-1940), sous la direction de Jean Jolly, PUF, 1960 [détail de l’édition]